# Bärbel Dieckmann
Bärbel Dieckmann (nome de solteira Pritz, nascido em 26 de março de 1949) é uma política alemã que foi eleita como prefeita de Bonn em 1994 e ocupou o cargo até 2009. Ela é a primeira mulher e social-democrata a se tornar prefeita de Bonn.

## Infância e educação
Filha de um diplomata, Dieckmann nasceu em Leverkusen em 1949. 
Dieckmann se formou em uma escola de ginástica católica romana para meninas em 1967. De 1967 a 1972, ela estudou filosofia, história e ciências sociais na Universidade de Bonn onde obteve o diploma de professora. Ela foi professora por vinte anos. 